# Dzwonnica (Tatry)
Dzwonnica (słow. Kopa Veľkého Kostola) – pierwsza od północnego zachodu turnia znajdująca się w grani Kościołów (część Zimnowodzkiej Grani) w słowackiej części Tatr Wysokich. Od Wielkiej Kaplicy oddziela ją przełęcz Wrótka za Kaplicami, a od masywu Ciemniastej Turni (dokładnie Ciemniastej Igły) oddzielona jest Ciemniastą Przełęczą. Na Dzwonnicę nie prowadzą żadne znakowane szlaki turystyczne, taternicy odwiedzają jej wierzchołek najczęściej przy przechodzeniu grani Kościołów.
W polskim nazewnictwie nazwa tej turni ma „kościelne” pochodzenie i wywodzi się od grani Kościołów, natomiast jej słowacka nazwa pochodzi bezpośrednio od Wielkiego Kościoła.

## Historia
Pierwsze wejścia turystyczne:
- Alfréd Grósz i Tibold Kregczy, 30 czerwca 1911 r. – letnie,
- Jadwiga Pierzchalanka i Jerzy Pierzchała, 8 kwietnia 1937 r. – zimowe.